# Gerd Riss
Gerd Riss (ur. 17 marca 1965 w Bad Wurzach) – niemiecki żużlowiec, występujący również na długim torze i na trawie.

## Życiorys

### Kariera sportowa
Jest najbardziej utytułowanym zawodnikiem rozgrywek o Indywidualne Mistrzostwo Świata na długim torze, w czasie swojej kariery zdobył 8 złotych (1991, 1996, 1999, 2001, 2004, 2007, 2008, 2009), 1 srebrny (2005) oraz 4 brązowe (1994, 2002, 2003, 2006) medale w tej konkurencji. Był również dwukrotnym medalistą Indywidualnych Mistrzostw Europy na torze trawiastym, złotym (2003) oraz srebrnym (2004).
Do jego największych sukcesów na torze klasycznym należą m.in. V m. w finale Indywidualnych Mistrzostw Świata Juniorów (Abensberg 1985), II m. w Indywidualnym Pucharze Mistrzów (Krško 1988), zdobycie trzech medali Indywidualnych Mistrzostw RFN (złoty – 1986, srebrny – 1987 i brązowy – 1985) oraz sześciu – Indywidualnych Mistrzostw Niemiec (złote – 1992, 1994, 1996 oraz srebrne – 1993, 1995, 1999). Był również czterokrotnie finalistą Indywidualnych Mistrzostw Świata (Amsterdam 1987 – X m., Monachium 1989 – IX m., Göteborg 1991 – XVI m., Pocking 1993 – XI m.) oraz trzykrotnie uczestnikiem cyklu Grand Prix (1995 – XVII m., 1996 – XIX m., 1998 – XXV m.), biorąc udział w czterech turniejach eliminacyjnych, we wszystkich jako zawodnik z "dziką kartą" (najlepszy wynik: IV m. w Grand Prix Niemiec 1995).
W latach 80. startował w lidze brytyjskiej, w klubach Poole Pirates (1984), Wolverhampton Wolves (1985) oraz Ipswich Witches (1988). W 1999 r. jedyny raz w karierze podpisał kontrakt z polskim klubem żużlowym, którym była Polonia Bydgoszcz. Wystąpił w zaledwie jednym meczu I ligi, zdobywając 7 pkt w 5 biegach.

### Życie prywatne
Ojciec Marka Rissa i Erika Rissa, również żużlowców.